# Naša stranka
Naša stranka je bosanskohercegovačka socijal-liberalna i multietnička politička stranka osnovana 2008. godine. Temelj njezina programa jest borba protiv dominacije nacionalnih stranaka, ali i SDPBiH-a. Prvi predsjednik bio je Bojan Bajić, bivši član SDPBiH-a. Neki od njezinih najpoznatijih članova su nagrađivani redatelji Danis Tanović i Dino Mustafić, koji su i osnivači. 
Stranka se prvi put pojavila na lokalnim izborima 2008. godine kada je kandidat NS-a dobio načelničko mjesto u Bosanskom Petrovcu. Značajan broj glasova zabilježen je u Sarajevu. NS na općim izborima 2010. godine nije doživjela značajniji uspjeh iako se je računalo na veliki broj glasova od građana koji nisu izlazili na izbore ili nisu podržavali stranke iz nacionalnog bloka. Predsjednik NS-a Bojan Bajić nakon ovog neuspjeha podnio je ostavku, a na njegovo mjesto došao je Denis Gratz. NS je predstavila novi smjer nazvan "treći put", ali i dalje zadržavši socio-liberalizam kao ideološko opredjeljenje te multinacionalno članstvo kao temelj rada stranke. NS je i dalje jedna od rijetkih stranaka u Bosni i Hercegovini koja ima članove iz svih nacionalnih zajednica uključujući i nekonstitutivne narode.[nedostaje izvor]
Naša stranka je na lokalnim izborima 2012. godine dobila vijećnike u općini Gračanica (Mirsad Čamdžić), Doboj Istok (Halil Mujić), Vareš (Elvir Rožajac), Ilidža (Elvis Vreto), Centar (Varja Nikolić, Amela Kuskunović i Amra Zulfikarpašić), Stari Grad (Vedran Grebo i Vibor Handžić), Novo Sarajevo (Vildana Bešlija, Robert Pleše i Sanja Lazar) i Novi Grad (Vernes Ćosić i Amela Topuz).
Na Općim izborima 2014. godine Naša stranka ostvarila je najbolji rezultat od svog osnivanja i predsjednik stranke Dennis Gratz izravno biva izabran u Predstavnički dom Parlamenta Federacije Bosne i Hercegovine. U Skupštinu Kantona Sarajevo izabrani su Predrag Kojović, Sabina Ćudić i Edin Forto.
Na Trećem Kongresu, 16. svibnja 2015. godine za predsjednika izabran je Predrag Kojović. Na izvanrednom Kongresu, 4. rujna 2021. godine, Edin Forto je izabran za novog predsjednika.

## Vanjska poveznica i izvor
- Službena mrežna stranica stranke (boš.)